# Григоров, Эдуард Иванович
Эдуард Иванович Григоров (1937—1997) — советский инженер-конструктор, учёный в области систем обеспечения теплового режима и химических генераторов пилотируемых космических
аппаратов, доктор технических наук, профессор, действительный член Академии космонавтики имен К. Э. Циолковского. Лауреат Государственной премии СССР (1981).

## Биография
Родился 28 марта 1937 года в Москве.

### Образование
С 1955 по 1960 год обучался в Московском энергетическом институте.

### В ОКБ-1 — НПО «Энергия» и участие в Космической программе
С 1960 года на научно-исследовательской работе в ОКБ-1 при НИИ-88 (с 1966 года — Центральное конструкторское бюро экспериментального машиностроения, с 1974 года — НПО «Энергия») под руководством С. П. Королёва на инженерных и инженерно-конструкторских должностях, с 1972 по 1992 год — заместитель начальника отдела под руководством В. С. Овчинникова, с 1992 по 1997 год руководитель отделения служебных бортовых
и специальных систем НПО «Энергия». Одновременно с научно-исследовательской занимался и педагогической деятельностью в Московском энергетическом институте.
Э. И. Григоровым был внёсён весомый вклад в создание энергетических установок для пилотируемого космического корабля «Союз», Лунного корабля в рамках советской лунно-посадочной программы, он принимал участие в реализации технических решений по разработке наземных и бортовых систем, а так же в подготовке и проведения пусков транспортного беспилотного грузового космического корабля  «Прогресс» и его модификаций. Э. И. Григоров принимал участие в экспериментальной и лётной отработке пилотируемых космических кораблей «Восток» и «Восход». Под руководством и при непосредственном участии Э. И. Григорова велись разработки в области систем жизнеобеспечения научных пилотируемых орбитальных станций «Салют» и «Мир», и орбитального корабля-ракетоплана многоразовой транспортной космической системы, созданный в рамках программы «Энергия — Буран» — «Буран». Э. И. Григоров был членом рабочей группы по совместной советско-американской космической программе «Мир — Шаттл».
В 1981 году «закрытым» Постановлением ЦК КПСС и СМ СССР «За разработку средств обеспечения в процессе полёта и технических средств управления полётом комплекса "Салют-6" — "Союз" — "Прогресс", производственно-технического комплекса для обслуживания станции "Салют-6"» Э. И. Григоров был удостоен Государственной премии СССР.
Скончался 8 октября 1997 года в Москве, похоронен на Бабушкинском кладбище.

## Награды
- Государственная премия СССР (1981)[1][2][3]